# Exposición (Valencia)

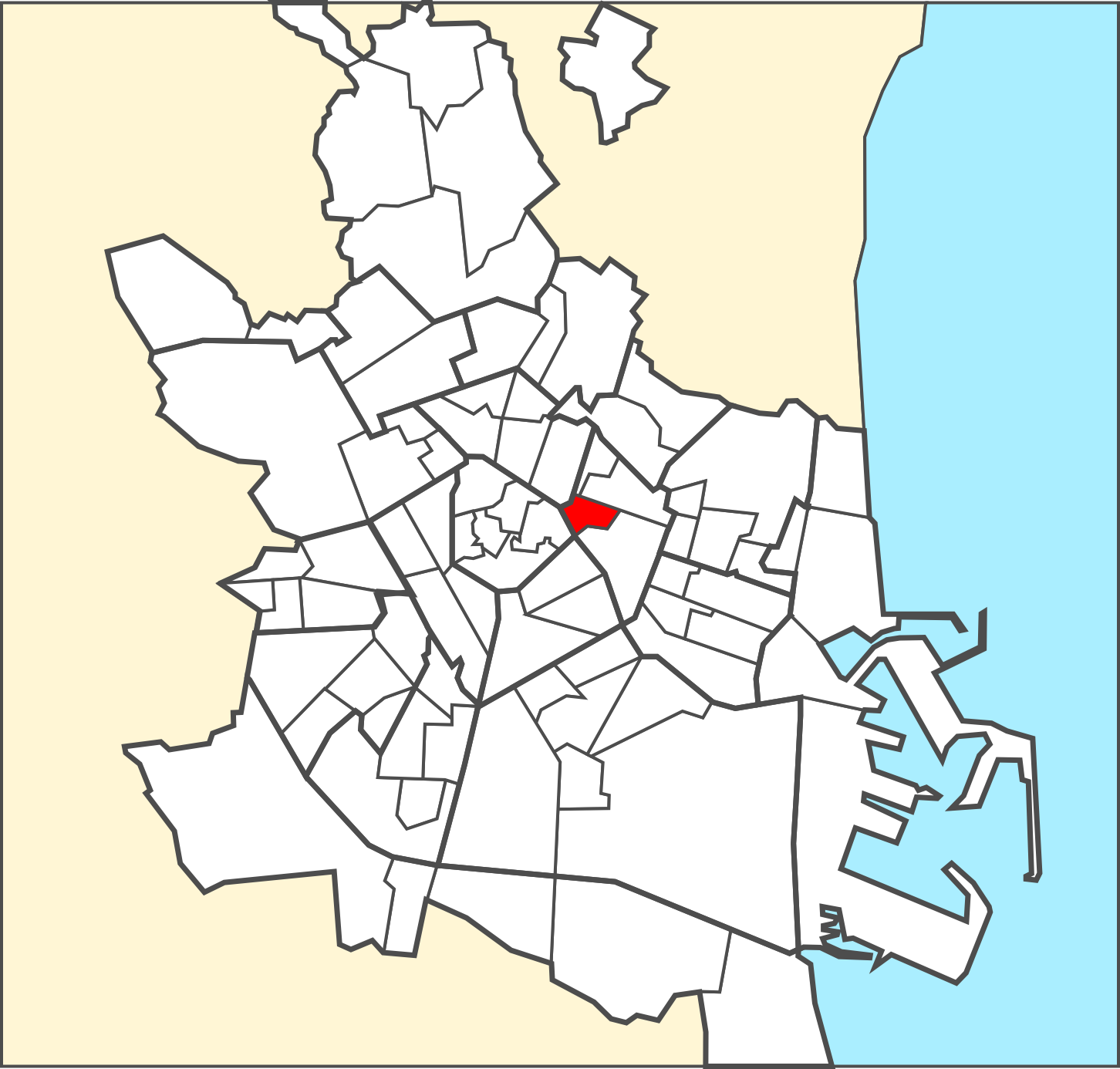
Situación del barrio de Exposición en la ciudad de Valencia.

Exposición (en valenciano Exposició) es un barrio de la ciudad de Valencia (España), perteneciente al distrito de El Pla del Real. Está situado en el centro de la ciudad y limita al norte con Jaume Roig y Ciudad Universitaria, al este con Mestalla, al sur con La Xerea y al oeste con Trinidad. Su población en 2022 era de 6.741 habitantes.
Su nombre proviene de la Exposición Regional Valenciana de 1909 que tuvo lugar en este barrio.

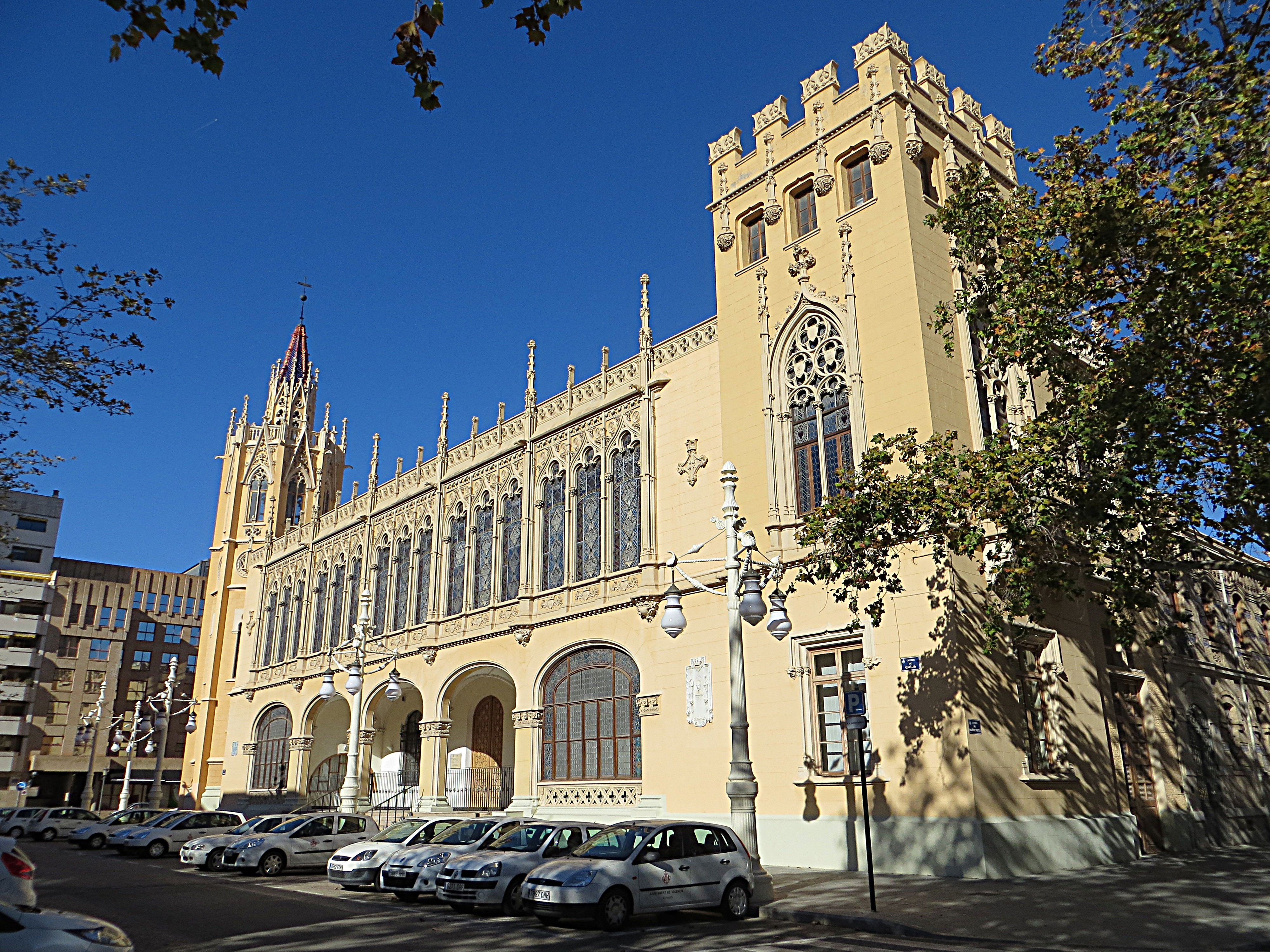
El Palacio de la Exposición, construido para la Exposición Regional Valenciana de 1909, que dio nombre al barrio.